# Кратесиполида
Кратесиполида (др.-греч. Kρατησίπoλις; IV век до н. э.) — древнемакедонская аристократка.
Кратесиполида была замужем за сыном диадоха Полиперхона Александром. После гибели супруга в 315 или 314 году до н. э. Кратесиполида расправилась с восставшими жителями Сикиона и впоследствии, в течение некоторого времени, правила Коринфом и Сикионом. Согласно Плутарху, в течение определённого времени она была любовницей военачальника и наследника Антигона Деметрия Полиоркета. Современные историки приводят несколько версий относительно достоверности и деталей данного утверждения.
В целом, античные источники формируют вокруг Кратесиполиды образ весёлой, красивой и героической женщины. Насколько он соответствует действительности, неизвестно.

## Биография
Имя «Кратесиполида» дословно означает «та, которая правит городом». В историографии существует мнение, что это не настоящее имя, а эпитет. Историк Г. Макурди, однако, в исследовании 1929 года доказывала, что это реальное имя данного исторического персонажа.
Предположительно, Кратесиполида происходила из знатного македонского рода. Её замужество с сыном диадоха Полиперхона Александром, дата которого неизвестна, можно рассматривать в контексте династического брака.
В 315 или 314 году до н. э. её муж был убит в Сикионе. Заговорщики планировали вернуть городу независимость, однако Кратесиполида смогла подавить мятеж. Она жестко расправилась с восставшими горожанами, отдав распоряжение о распятии тридцати их предводителей, среди которых, возможно, был и убийца её мужа Алексион. Полиперхон поддержал действия невестки. При описании событий 313/312 года до н. э. Диодор Сицилийский правителем Коринфа и Сикиона называл Полиперхона.
В 310/309 году до н. э. Полиперхон предпринял поход против правителя Македонии Кассандра под эгидой восстановления царской династии Аргеадов и воцарения внебрачного сына Александра Македонского от Барсины Геракла. На Кратесиполиду, во время отсутствия Полиперхона, были возложены управление Коринфом и Сикионом. В конечном итоге Полиперхон договорился с Кассандром о союзе и, получив щедрые дары и войско, отправился обратно на Пелопоннес. Однако он не смог пройти через Беотию, жители которой перекрыли ему дорогу. Тогда Полиперхон был вынужден отправиться на зимовку в Локриду. В это время, около 308 года до н. э., пока Полиперхон с войском находился в Центральной Греции, сатрап Египта Птолемей I с целью пошатнуть влияние Кассандра на Пелопоннесе решил завладеть Коринфом. Однако наёмники, которые находились в городе, отказались открыть ворота. Тогда Птолемею, согласно Полиэну, удалось вступить в переговоры с Кратесиполидой, находившейся во главе македонского гарнизона. Она впустила солдат Птолемея в крепость, объявив, что прибыло подкрепление из Сикиона. Возможно, Кратесиполида не смогла выполнить требования македонских наёмников, поэтому была вынуждена передать город Птолемею. Сообщение Полиэна несколько отличается от сведений Диодора Сицилийского, согласно которым Птолемей «отобрал Сикион и Коринф у Кратесиполиды». По одной из версий, Кратесиполида решила перейти на сторону Птолемея, так как союзником Кассандра стал Полиперхон, с которым у неё были натянутые отношения. Г. Макурди предполагала, что между Птолемеем и Кратесиполидой могли идти переговоры о династическом браке. По мнению П. Пашидиса, Полиперхон умер или погиб в 308 году до н. э.. Историк предположил, что смерть тестя стала главной причиной капитуляции Кратесиполиды и передачи власти над Коринфом и Сикионом Птолемею. Как бы то ни было, Кратесиполида утратила власть над городами. При описании событий 303 года до н. э., Диодор Сицилийский упоминает Филиппа, фрурарха на службе у Птолемея.
Согласно Плутарху, в 307 году до н. э. Кратесиполида жила в Патрах, где встречалась с Деметрием Полиоркетом. Согласно античному историку, Деметрий не устоял перед предложением о встрече от Кратесиполиды, которая славилась своей красотой. Во время тайной встречи Деметрий чудом избежал пленения своими врагами. В самом факте любовной интриги со стороны Деметрия Полиоркета нет ничего удивительного. Однако, исторический контекст, время и обстоятельства встреч между Кратесиполидой и Деметрием вызывают обоснованные сомнения. Возможно, Плутарх лишь передал описанный у Дурида Самосского античный анекдот о любовной связи между Кратесиполидой, чьё имя дословно обозначало «та, которая правит городом», и Деметрием Полиоркетом, то есть Деметрием, «который осаждает города».
П. Витли отмечает, что фрагмент Плутарха о гипотетической встрече Деметрия и Кратесиполиды относится к началу осады Мегары в августе 307 года до н. э. Историк отмечает, что Патры находятся в 150 километрах от Мегары. Соответственно, путешествие Деметрия в самом начале осады крупного прибрежного города выглядит как минимум странным. Дальнее путешествие военачальника в таких условиях ради простой любовной интриги представляло бы неоправданный риск как для ведения военных действий, так и для жизни самого Деметрия. Согласно Плутарху, данная экстравагантная выходка Деметрия могла закончиться катастрофой, так как он чуть не попал во вражеский плен и был вынужден в одном плаще бежать из своей палатки. Возможно, речь могла идти о городе в Мегариде Паги, который был неверно передан кем-то из переписчиков античных текстов как Патры. С той же вероятностью ошибочным может быть время, а не место встреч Деметрия и Кратесиполиды. В 304—302 и в 296—294 годах до н. э. Деметрий участвовал в военных кампаниях на Пелопоннесе и, гипотетически, мог встречаться с Кратесиполидой рядом с Патрами. Возможно, речь даже могла идти о заключении династического брака, либо о тайном сговоре между врагами Деметрия и Кратесиполидой, которые таким образом хотели пленить военачальника. Также не исключено, что вся эта история является выдумкой. Плутарх в своих «Сравнительных жизнеописаниях» описывал Деметрия как «греческого Марка Антония». С этой точки зрения, взаимоотношения Деметрия и Кратесиполиды можно рассматривать как некий аналог любовной связи Марка Антония с Клеопатрой.
О дальнейшей судьбе Кретесиполиды исторические источники не сообщают.

## Оценки
Диодор Сицилийский утверждал, что Кратесиполида «была наиболее высоко ценима солдатами за её добрые дела, ибо она обычно содействовала тем, кто оказался в беде, и помогала многим из тех, кто остался без средств. Она обладала также навыками в практических вопросах и была смелее, чем можно было бы ожидать от женщины». Плутарх также отмечал, что Кратесиполида была знаменита своей красотой. А. А. Клеймёнов приводил Кратесиполиду в качестве примера превращения знатных женщин в военно-политических лидеров во время войн диадохов, что было нехарактерно для греческих полисов.
Г. Макурди отмечает, что античные источники формируют образ весёлой, красивой, героической женщины Кратесиполиды, чьи приключения восхищали воображение современников. По мнению историка, Кратесиполида, несомненно, обладала характерными для своего времени и социального круга македонской аристократии достоинствами и недостатками, однако в античных источниках представлены лишь достоинства Кратесиполиды, что связано с неполнотой описания её жизненного пути.

### Исследования
- Вебер Г. Всеобщая история / пер. с 2-го изд., пересмотр. и перераб. при содействии специалистов. — М.: Издание К.Т. Солдатенкова, 1886. — Т. 3. Римская история до конца республики и История александрийско-греческого мира. — ISBN 978-5-4475-2464-7.
- Клейменов А. А. Варварский взгляд на гендерную роль о македонских воительницах IV века до н. э. // Цивилизация и варварство. — 2022. — № 11. — С. 119—145. — ISSN 2307-7794. — doi:10.21267/AQUILO.2022.11.11.004.
- Grabowski T. Ptolemys Military and Political Operations in Greece in 314 308 BC (англ.) // ELECTRUM. — Krakow, 2008. — Vol. 14. — P. 33—44.
- Heckel W. Who's Who in the Age of Alexander and his Successors. From Chaironea to Ipsos (338—301 BC) (англ.). — Barnsley: Greenhill Books, 2021. — 554 p. — ISBN 978-1-78438-648-1.
- Macurdy G. H.[англ.]. The Political Activities and the Name of Cratesipolis (англ.) // The American Journal of Philology. — The Johns Hopkins University Press, 1929. — Vol. 50, no. 3. — P. 273—278. — doi:10.2307/289951. — JSTOR 289951.
- Paschidis P. Missing years in the biography of Polyperchon (318/7 and 308 BC onwards) (англ.) // Tekmeria. — Rome: American Academy in Rome, 2008. — Vol. 9. — P. 233—250. — ISSN 1106-661X. — doi:10.12681/tekmeria.222.
- Romm J. Demetrius Sacker of Cities (англ.). — New Haven & London: Yale University Press, 2022. — ISBN 978-0-300-25907-0.
- Wheatley P. Poliorcetes and Cratesipolis: a note on Plutarch, Demetr. 9.5-7 (англ.) // Antichthon. — 2004. — Vol. 38. — P. 1—9.